# Gornje Vrhovine
Gornje Vrhovine falu Horvátországban Lika-Zengg megyében. Közigazgatásilag Vrhovinéhez tartozik.

## Fekvése
Otocsántól légvonalban 18 km-re, közúton 21 km-re keletre, községközpontjától 4 km-re délkeletre az Otocsánból Korenicára vezető 52-es számú főúttól délre fekszik.

## Története
A falu területe a horvát nemzeti királyok idejében a legősibb horvát megyéhez, Gackához tartozott. A 13. század végétől a Frangepánok uralma alá került. 1449-ben a család birtokainak megosztásakor ezt a területet Otocsánnal, Prozorral és Dabarral együtt Frangepán Zsigmond kapta. Ez egyben Vrhovine „Wyrhowina Gatensis” alakban történt első írásos említése. Ekkor még lakói kizárólag római katolikusok voltak. 1502-ben az egyházi tized szedésének ügyében vita támadt az otocsáni és a zenggi püspökség között és II. Ulászló magyar király úgy döntött, hogy Vrhovine, Dabar, és a Gacka folyó környékének plébániáit az otocsáni püspök fennhatósága alá rendeli.
1522-ben a Karlovics János horvát bán vezette horvát sereg Vrhovine mellett vert meg egy török sereget. "Stari Perušić" vára a falutól egy órányi gyalogútra egy magaslaton áll. Franz Fras leírása szerint a vár falai és ciszternája még 1834-ben is láthatók voltak. Ez a vár a horvát Perušić családé volt. Amikor 1527-ben a török elfoglalta Lika nagy részét és Korbavát a várat megerősítette és a horvát végek elleni támadások támaszpontja lett. Ezért 1642-ben Frangepán Gáspár megrohanta, török őrségét elűzte és a várat felgyújtotta. Ezután már nem építették újjá. Ugyanebben az évben foglalta el Frangepán Gáspár a közeli alacsony dombon állt Crna Vlast várát is. Ennek helyén már az ókorban is erődített település volt, mert területéről a rómaiakra jellemző hamvaszásos sírok kerültek elő. 1774-ben egy pásztor egy edényben elrejtett Mátyás király korában vert 60 darab aranydukátot talált itt. Crna Vlast felett ásatásokat is végeztek és különböző forrasztott fémdarabokat találtak. Fras 1834-ben két régi templom romjait is látta itt. Crna Vlast neve a katonai határvidék idejében Donje Vrhovine volt. Itt volt egykor az otocsáni határőrezred 7. századának parancsnoksága. Ezért itt postahivatal is működött és 1837-ben megnyitották népiskoláját is.
1657-ben a zenggi és otocsáni kapitányok vezette horvát sereg a gacka mezőn verte szét a Brazovacot, Rudopoljét, Vrhovinét és Dabart fosztogató hatezer fős török sereget. 1663. szeptember 16-án a Zrínyi Péter és Frangepán Ferenc Kristóf vezette négyezer fős horvát sereg Vrhovine mellett a mai Zalužnicánál egy hegyszorosban nagy küzdelemben aratott győzelmet Ali pasa mintegy nyolcezer fős serege felett. A török vesztesége 2700 halott és 370 fogoly volt, a többieket kiűzték az országból. A győzelem jelentőségét fokozza, hogy a török ezután már nem kísérletezett a Gacka vidékének elfoglalásával. A biztonságossá vált területre megkezdődhetett a lakosság betelepítése. Vrhovine lakói legnagyobbrészt a 17. században a török által elfoglalt területekről betelepített pravoszláv vallású vlachok leszármazottai, akik 1800 után szerbeknek nyilatkoztatták ki magukat. 1747-ben felépítették itteni templomukat, mely a II. világháború során pusztult el. 1837-ben Gornje és Donje Vrhovinének együtt 152 háza volt 1859 lakossal. Ebből 1757 görögkeleti és 102 római katolikus vallású volt. A pravoszlávok korábban a sinaci parókiához tartoztak, később azonban önálló parókiájuk lett. A katonai határőrvidék megszüntetése után a nagy területű Vrhovine község része lett, melyhez a Plitvivei-tavak vidéke is hozzá tartozott. A falunak 1857-ben 1151, 1910-ben 1292 lakosa volt. A trianoni békeszerződésig Lika-Korbava vármegye Otocsáni járásához tartozott. Ezt követően előbb a Szerb-Horvát-Szlovén Királyság, majd Jugoszlávia része lett. 1991-ben alakult meg újra az önálló Vrhovine község, melynek szerb lakossága még ez évben a Krajinai Szerb Köztársasághoz csatlakozott. A horvát hadsereg 1995. augusztus 6-án a Vihar hadművelet keretében foglalta vissza a község területét. A falunak 2011-ben 300 lakosa volt.

## Lakosság
| Lakosság változása | Lakosság változása | Lakosság változása | Lakosság változása | Lakosság változása | Lakosság változása | Lakosság változása | Lakosság változása | Lakosság változása | Lakosság változása | Lakosság változása | Lakosság változása | Lakosság változása | Lakosság változása | Lakosság változása | Lakosság változása |
| ------------------ | ------------------ | ------------------ | ------------------ | ------------------ | ------------------ | ------------------ | ------------------ | ------------------ | ------------------ | ------------------ | ------------------ | ------------------ | ------------------ | ------------------ | ------------------ |
| 1857               | 1869               | 1880               | 1890               | 1900               | 1910               | 1921               | 1931               | 1948               | 1953               | 1961               | 1971               | 1981               | 1991               | 2001               | 2011               |
| 1.151              | 0                  | 0                  | 1.163              | 1.369              | 1.292              | 1.315              | 1.244              | 953                | 926                | 823                | 678                | 608                | 544                | 213                | 300                |

## Nevezetességei
Szent Miklós tiszteletére szentelt egykori pravoszláv templomát 1747-ben építették. A második világháború idején felgyújtották és leégett. A háború után lebontották.